# Університет Валенсії
Університет міста Валенсія (ісп. Universidad de Valencia) — вищий навчальний заклад у місті Валенсія (Іспанія).
Цей університет заснований у 1499 році. Один з небагатьох європейських вишів, які мають свою Конституцію. За свою більш ніж п'ятивікову історію університет підготував сотні тисяч фахівців з різних напрямів класичної університетської освіти. Університет Валенсії протягом багатьох років і дуже охоче приймає у себе іноземних студентів. Угоди про студентський обмін підписані з більш ніж 300 університетами по всьому світу, включаючи Україну. Також налагоджені контакти з багатьма відомими навчальними закладами світу для обміну професорсько-викладацьким складом.
В університеті навчається близько 60000 студентів. Багато іноземців надають перевагу навчанню в університеті Валенсії не тільки через високу якість освіти, а й тому, що місто розташоване на узбережжі Середземного моря, а його пляжі La Malvarrosa і Las Arenas відомі як найкращі курортні зони Іспанії.
У структуру університету входять різні коледжі, інститути, дослідні центри, школи, клініки, бібліотеки, загальною кількістю більше 100.
Кампус університету складається з трьох міських корпусів, будівлі ректорату, ботанічного саду, наукового парку, історичного музею, студентських гуртожитків, їдалень. Пропонує навчання за 67 спеціальностями.
Факультети:
- юридичний
- біологічний
- математичний
- фізики
- економічний
- хімічний
- історії
- географії
- філософський
- філологічний
- соціальних наук
- психології
- педагогічний
- медичний
- фармацевтичний
- фізичної культури

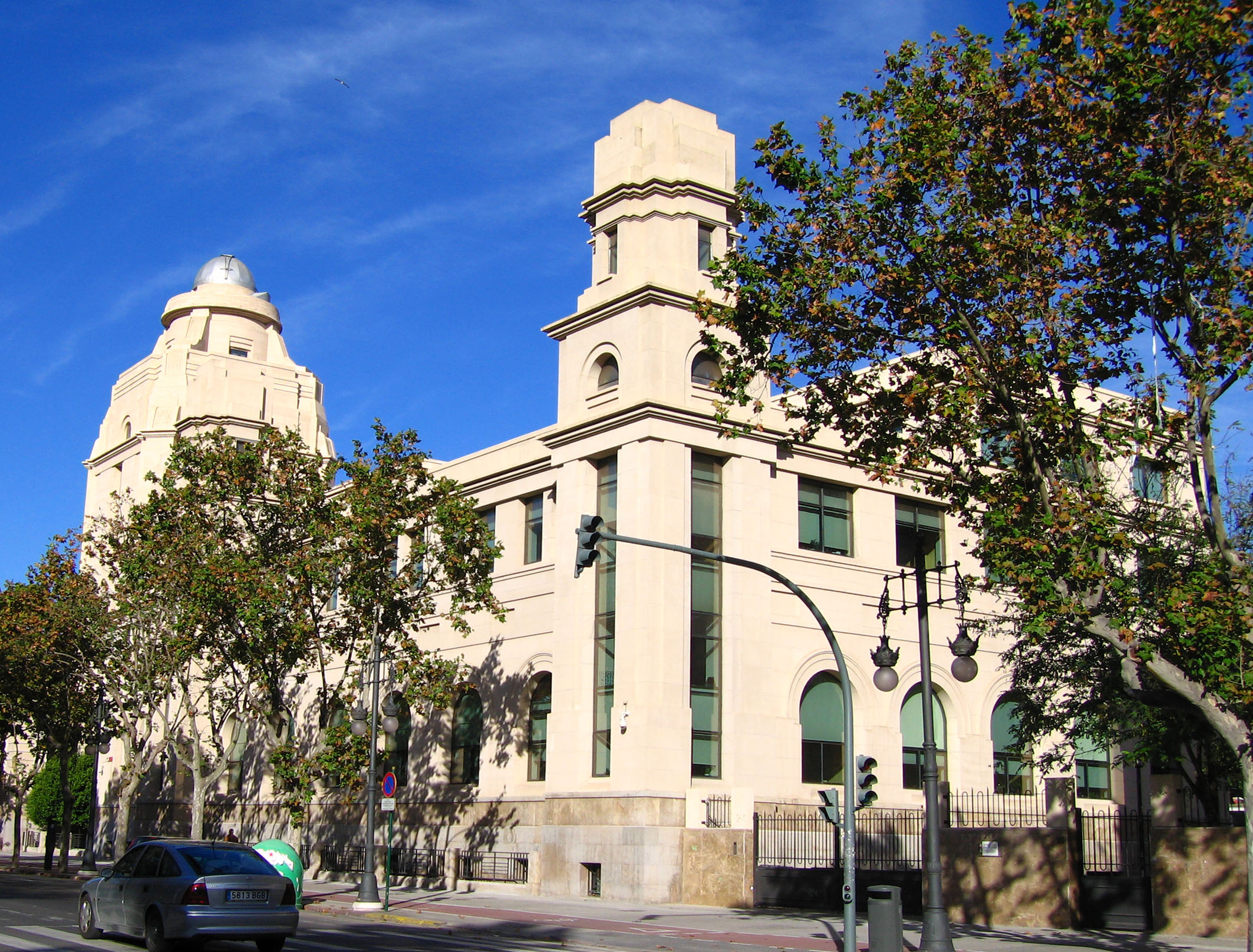
Будівля ректорату

Станом на січень 2013 року по Інтернет-версії університетів Webometrics університет Валенсії займає 229 місце в світі.
QS World University Rankings — 2012 — 459 місце
Universidad de Valencia
Gabinet de Premsa. Blasco Ibanez, 13, Planta 4 — 46010 Valencia